# اچ‌ام‌اس دارتموث (۱۶۵۵)
اچ‌ام‌اس دارتموث (۱۶۵۵) (به انگلیسی: HMS Dartmouth (1655)) یک کشتی بود که طول آن ۸۰ فوت (۲۴٫۴ متر) بود.